# Вулканы Монголии
Список действующих и потухших вулканов Монголии.
| Название     | Высота | Координаты                 | Последнее извержение |
| ------------ | ------ | -------------------------- | -------------------- |
| Бус-Обо      | 1162 м | 47°07′ с. ш. 109°05′ в. д. | Голоцен              |
| Дариганга    | 1778 м | 45°20′ с. ш. 114°00′ в. д. | Голоцен              |
| Хануй-гол    | 1886 м | 48°40′ с. ш. 102°45′ в. д. | Голоцен              |
| Средняя Гоби | 1120 м | 45°17′ с. ш. 106°42′ в. д. | Голоцен              |
| Хорго        | 2400 м | 48°10′ с. ш. 99°42′ в. д.  | 2980 до н. э.        |